# PanEuropa Armenia
PanEuropa Armenia (PEA), также известна как PanEuropa Armenia Integration Center (арм. ՀամաԵվրոպա Հայաստան Ինտեգրման Կենտրոն, Hamaevropakan Hayastan Integrman Kentron) — армянская неправительственная организация, которая стремится содействовать европейской интеграции Армении, поддерживает стремление Армении вступить в Европейский союз и выступает за более тесные отношения между Арменией и Западом. Штаб-квартира находится в Ереване.

## История
PanEuropa Armenia была основана 14 сентября 2023 года. Тигран Хзмалян, являющийся председателем Европейской партии Армении, в настоящее время является председателем Совета попечителей PEA. 14 сентября 2023 года генеральный секретарь Панъевропейского союза Австрии Райнхард Клоучек и вице-президент Панъевропейского союза Вальбурга Габсбург Дуглас встретились в Ереване с членами Европейской партии Армении и делегации ЕС в Армении. Стороны обсудили геополитические проблемы, стоящие перед Арменией, и альтернативы "зависимости" (по сломвам организаторов) от России. 17 сентября 2023 года Вальбурга Габсбург Дуглас и Райнхард Клоучек выступили на армянском национальном телевидении с речью об основании PEA и её приверженности вступлению Армении в ЕС.

## Деятельность
PEA выступает за вступление Армении в Евросоюз, а Тигран Хзмалян заявил, что Армения должна сделать это к 2030 году.
18 июля 2023 года члены PEA приняли участие в конференции Восточного партнёрства, которая прошла в Конфедерации профсоюзов Армении в Ереване. Обсуждались перспективы интеграции Армении в ЕС и будущее Восточного партнёрства. В мероприятии приняли участие Тигран Хзмалян, Армянский институт международных отношений и безопасности, Ассоциация «Европа в праве» и заместитель министра иностранных дел Армении Паруйр Ованнисян.
23 октября 2023 года PEA принимала бывшего мэра Тбилиси Георгия Угулаву. Обсуждалась европейская интеграция Армении и Грузии.
30 октября 2023 года PEA и Панъевропейский союз призвали к осуждению Азербайджана за военные преступления при азербайджанском наступлении 2023 года, признанию европейской идентичности Армении и интеграции Армении, Грузии, Молдовы и Украины в «европейское сообщество ценностей».
9 ноября 2023 года Тигран Хзмалян принял участие в конференции «Стратегическое будущее Армении, Армения-Европа», организованной Форумом гражданского общества Восточного партнёрства совместно с Союзом армян Европы в Брюсселе. Участники призвали к дальнейшей европейской интеграции Армении, усилению роли Армении в Восточном партнёрстве, полной реализации Соглашения о всеобъемлющем и расширенном партнёрстве Армения—ЕС, дополнительной политической и экономической интеграции с ЕС и возможности будущего членства в ЕС. По итогам мероприятия правительству Армении и Европейской комиссии было направлено совместное заявление с рекомендациями.
18 ноября 2023 года член Совета попечителей PEA Кристине Воскерчян призвала к сохранению церквей и другого культурного наследия в Арцахе на саммите Организации Объединённых Наций в Университете Туро в Нью-Йорке.
14 марта 2024 года PEA опубликовала заявление в поддержку принятия Европейским парламентом резолюции, в которой подтверждается, что Армения соответствует требованиям статьи 49 Маастрихтского договора и может подать заявку на членство в ЕС. PanEuropa Armenia также призвала правительство Армении как можно скорее подать в Европейскую комиссию заявку на вступление Армении в ЕС.
15 мая 2024 года PEA выразила свою поддержку присоединению к Объединённой платформе демократических сил.